# Królewski cong z żadu

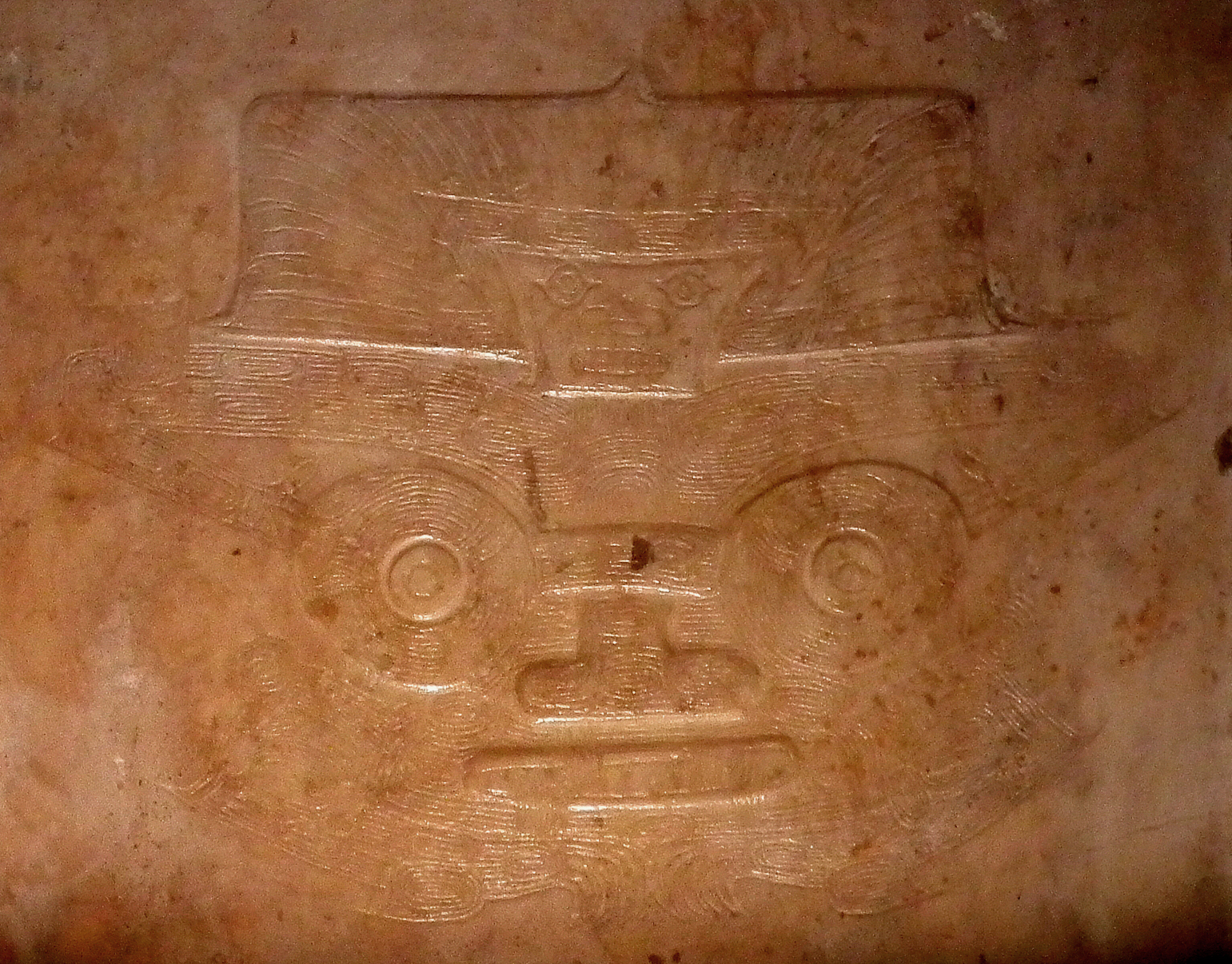
Obraz półczłowieka i bestii powtórzony dwukrotnie z każdej strony conga

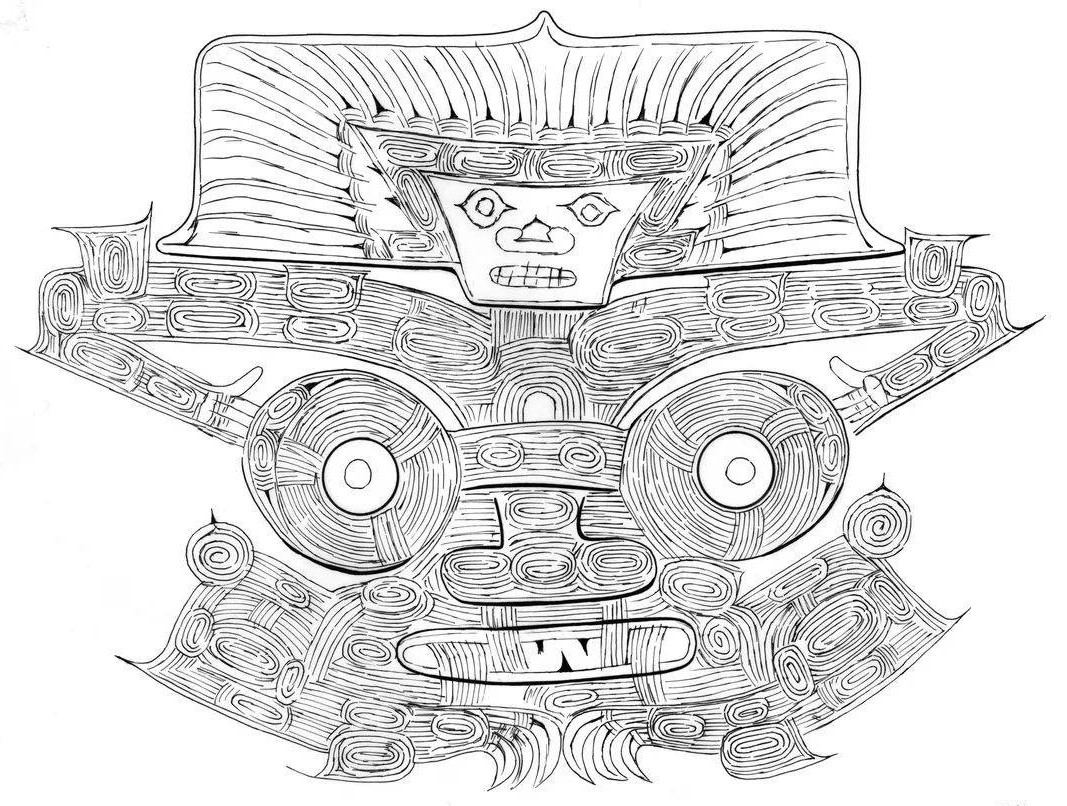
Rysunek przedstawiający obraz półczłowieka i bestii

Królewski cong z żadu – cong znaleziony w grobie na cmentarzysku Fanshan, należącym do kultury Liangzhu.
Królewski cong z żadu został znaleziony obok głowy mężczyzny pochowanego w grobie nr 12 na cmentarzysku Fanshan (dzis. Yuhang, Hangzhou), "najbogatszym ze wszystkich cmentarzy kultury Liangzhu jeśli chodzi o ilość i jakość przedmiotów wyposażenia grobowego". Pięć mniejszych congów zostało znalezionych blisko ramion tego samego mężczyzny, zaś jego grób zawierał w sumie 641 żadów różnych typów, oprócz wielu koralików i łupków. Jest to najbogatszy z dziewięciu szybowych pochówków na cmentarzysku Fanshan.
Królewski cong jest wyjątkowo duży, mając wysokość 8,9 cm i ważąc 6,5 kg. Zgodnie ze stroną muzeum jest to "robiący największe wrażenie ze wszystkich congów z żadu kultury Liangzhu". Jego wykonanie rozpoczęło się przez odpiłowanie prostokątnego bloku żadu, a następnie wywiercenie w nim dziury i pozbycie się jego części w procesie szlifowania, który pozostawił po sobie cylinder z czterema wystającymi rogami. Te narożniki nie są ustawione idealnie pod kątem prostym, więc blok, który pierwotnie był kwadratowy, uzyskał delikatnie wypukłe boki - jest to efekt, który musiał kosztować rzemieślnika wiele pracy. W narożnikach znajdują się pary oczu przypominające twarze, co jest standardowym wzorem występującym na wielu congach. To, co wyróżnia królewski cong, to bardziej skomplikowany wzór po bokach, w połowie odległości pomiędzy rogami (ten wzór jest obecny tylko na kilku przedmiotach z żadu znalezionych w grobach nr 12 i nr 22 na cmentarzysku Fanshan, które są powszechnie interpretowane jako pochówki władcy miasta Liangzhu i jego żony.
Ten obraz półczłowieka i zwierzęcia, powtórzony dwukrotnie z każdej strony, składa się z trapezoidalnej ludzkiej twarzy z nakryciem głowy z piórami, szerokim, płaskim nosem i okrągłymi oczami. Ramiona tej ludzkiej twarzy są zwrócone do wewnątrz, tak aby dotknąć pary oczu w okularach należących do bestii. Bestia z szerokim nosem i pyskiem z czterema kłami zdaje się opierać głowę na szponiastych przednich łapach. Co więcej, w każdym narożniku „conga”, zaczynając od góry, widzimy parę małych okrągłych oczu z poziomymi wypustkami, następnie duże oczy w okularach, potem znowu okrągłe oczy, a na końcu oczy w okularach. Według Wanga „to powiązanie z pełną formą projektu zachęca nas do interpretacji innych elementów: prążkowane pasy tuż nad okrągłymi oczami mogą na przykład oznaczać nakrycie głowy z piórami”.

Lu Jianfang utrzymywał, że congi identyfikowały władzę, pokolenia i status wśród członków elity kultury Liangzhu i jej klanów. Był także przekonany, iż poziomy obrazów na congu oznaczają wiek klanu, zaś wizerunki półludzkich zwierząt identyfikują zmarłego i jego pokoleniowy status. Ponieważ królewski cong ma dwa poziomy półludzkich i zwierzęcych obrazów, to zgodnie z hipotezą Lu oznacza to, że zmarły pozostawił po sobie jedno pokolenie potomstwa. Childs-Johnson interpretuje wzór humanoida jadącego na bestii jako:
symbol metamorficznego wyniesienia i transformacji. Pary dużych kosmicznych oczu, symbolizujące naturalną moc słońca i księżyca, których kosmiczne promienie definiują oddech życia, równie swobodnie oznaczają moc ptasiego lotu. Choć nie znamy nazwy tego demonicznego obrazu, jego znaczenie wynika z relacji zwierzęcia do człowieka – dominacji jednego nad drugim – oraz atrybutów bóstwa
Wang jest znacznie ostrożniejszy w rozumieniu obrazów „conga”. Według niego „zaproponowano wiele interpretacji tych twarzy, ale nie mamy dowodów, na podstawie których można by wybrać jedną z nich. Wobec braku pisemnych świadectw z kultury Liangzhu spekulacje na temat symbolicznego znaczenia wydają się bezowocne”. W podobnym duchu na stronie Muzeum Prowincji Zhejiang można przeczytać, iż: "nie ma zgody co do funkcji conga, chociaż większość uczonych uważa, że był on używany jako rytualny instrument do komunikacji z Niebem.
W 2002 królewski cong z żadu znalazł się na liście sześćdziesięciu czterech zabytków kultury, które nie mogą być wystawiane poza Chinami, sporządzonej przez Państwową Administrację Dziedzictwa Kulturowego.